# Troy McClure
Troy McClure er en figur i The Simpsons-serien. Figuren er dog ikke længere i serien, da stemmen bag Troy McClure bortset fra enkelte afsnit, Phil Hartman der også lagde stemme til Lionel Hutz, blev skudt og dræbt 28. maj 1998 af sin kone Brynn Hartman, som senere begik selvmord. McClures navn kommer fra skuespillerne Troy Donahue og Doug McClure.